# Jaromír Štětina

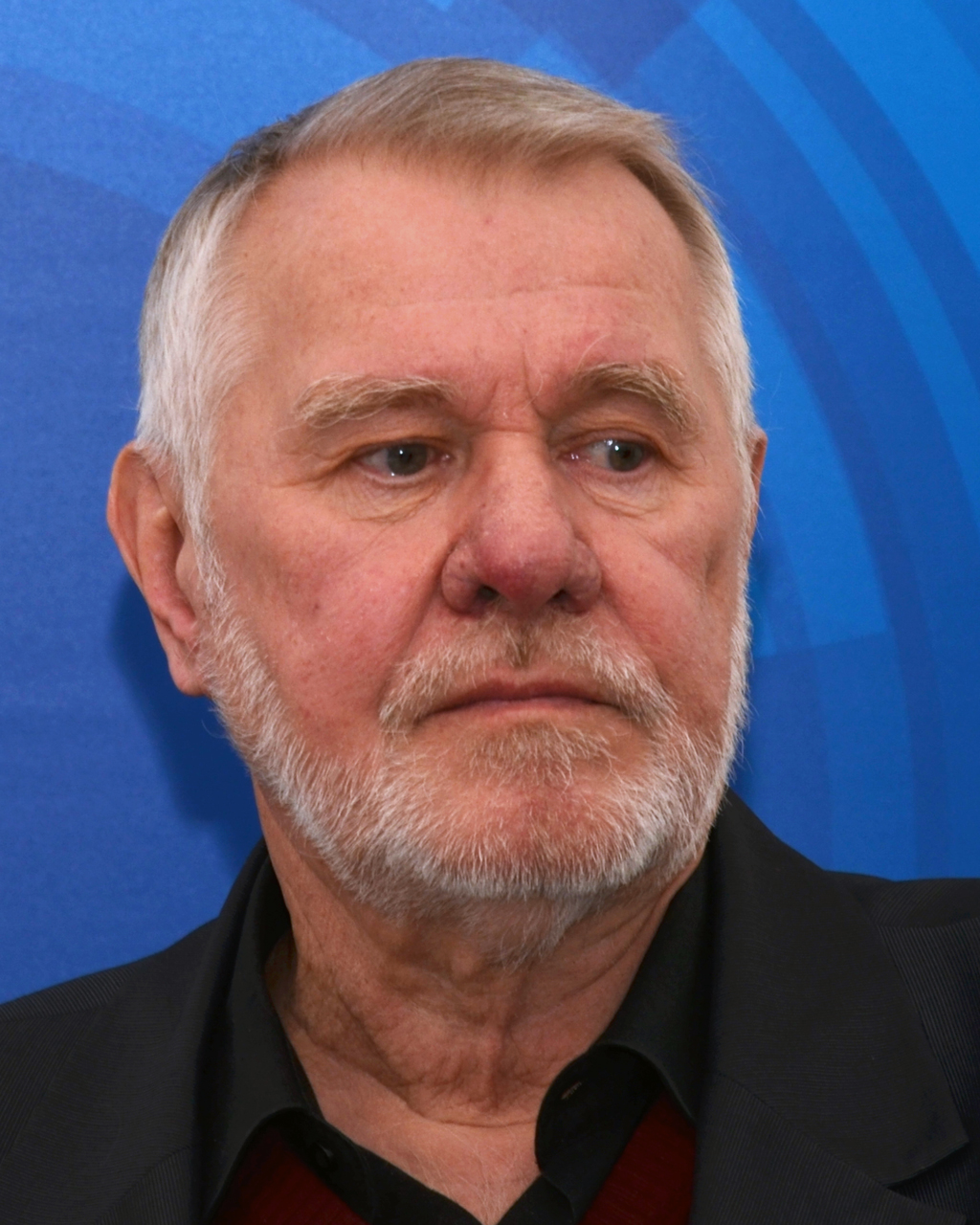
Jaromír Štětina (2017)

Jaromír Štětina (* 6. April 1943 in Prag; † 17. April 2025) war ein tschechischer Journalist und Politiker. Als Parteiloser, der TOP 09 nahestand, war er von 2014 bis 2019 Mitglied des Europäischen Parlaments.

## Leben
Štětina absolvierte 1961–1967 ein Studium an der Wirtschaftsuniversität Prag und wurde 1968 Volontär bei der Tageszeitung Mladá fronta. Als Student war er der Kommunistischen Partei der Tschechoslowakei beigetreten, aus der er nach der Niederschlagung des Prager Frühlings durch Truppen des Warschauer Vertrags 1968 wieder austrat. Anschließend arbeitete er als Hilfskraft beim geologischen Staatsbetrieb Geoindustria und absolvierte parallel von 1970 bis 1978 ein Fernstudium der Geologie an der Prager Karls-Universität. Ab den 1970er-Jahren organisierte Štětina Forschungsreisen nach Sibirien und Asien, wo er unter anderem den Fluss Indus hinunterfuhr. 1977 unterzeichnete er eine Verpflichtungserklärung als Informant der tschechoslowakischen Staatssicherheit (StB). Wegen politischer Vorträge, die er ab 1987 hielt, wurde Štětina aber selbst mehrmals von der StB verhaftet.
Nach der Samtenen Revolution 1989 war er wieder als Journalist tätig und berichtete vor allem als Korrespondent von den Konflikten nach dem Zerfall der Sowjetunion. Zusammen mit dem Studentenaktivisten Šimon Pánek gründete Štětina 1992 die Hilfsorganisation Lidové-noviny-Stiftung, die sich später in Člověk v tísni („Menschen in Not“) umbenannte. Von 1993 bis 1994 war Štětina Chefredakteur der Tageszeitung Lidové noviny. Danach gründete er die Nachrichtenagentur Epicentrum, deren Chefredakteur er bis 2004 war. Štětina wurde 1997 mit dem Ferdinand-Peroutka-Journalismuspreis ausgezeichnet.
Auf Vorschlag der Partei der Grünen (SZ) wurde der Parteilose 2004 in den Senat des Parlaments der Tschechischen Republik gewählt. Er war der erste Vertreter der Grünen im Senat, wo er den Wahlkreis von Prag 10 vertrat. Bei der Senatswahl 2010 kandidierte er mit Unterstützung der bürgerlichen Partei TOP 09 und der Wählervereinigung Bürgermeister und Unabhängige (STAN) und wurde wiedergewählt.
Bei der Europawahl 2014 wurde Štětina auf der gemeinsamen Liste von TOP 09 und STAN in das Europäische Parlament gewählt. Dort saß er in der christdemokratischen EVP-Fraktion. Er war stellvertretender Vorsitzender des Unterausschusses für Sicherheit und Verteidigung, Mitglied im Ausschuss für auswärtige Angelegenheiten (AFET), Delegierter in den Ausschüssen für parlamentarische Kooperation zwischen Europäischen Union (EU) und Armenien, EU-Aserbaidschan und EU-Georgien sowie in der Parlamentarischen Versammlung EURO-NEST. Štětina gehört zu den 89 Personen aus der Europäischen Union, gegen die Russland im Mai 2015 ein Einreiseverbot verhängt hat.
Im Februar 2019 gründete Štětina die politische Bewegung Evropa společně („Europa gemeinsam“), mit der er zur Europawahl 2019 antrat, die aber nur 0,53 Prozent der Stimmen erhielt.